# Rocket Propelled Grenade
 For alternative betydninger, se RPG. (Se også artikler, som begynder med RPG)
 Der er for få eller ingen kildehenvisninger i denne artikel, hvilket er et problem. Du kan hjælpe ved at angive troværdige kilder til de påstande, som fremføres i artiklen.

Rocket Propelled Grenade (ofte forkortet RPG) er en engelsk betegnelse for skulderbårent panserværnsvåben, der affyres over skulderen. Våbnets eksplosive granat fremføres ved raketkraft. Forkortelsen RPG benyttes også på russisk ((russisk): Ручной Противотанковый Гранатомёт → Rutjnoj Protivotankovyj Granatomot, 'manuel panserværnsgranatkaster'). 
RPG har især deres styrke mod let pansrede mål, som PMVer, mens de er mindre effektive over for moderne tunge kampvogne. Den mest udbredte model er RPG-7.

## Historie
De første RPG-modeller blev udviklet i Sovjetunionen under 2. verdenskrig ved at kombinere designet fra den tyske Panzerfaust og den amerikanske Bazooka. RPG-modellerne er blevet eksporteret flittigt og har været involveret i mange væbnede konflikter; blandt andet Afghanistan, Tjetjenien, Angola og senest Irakkrigen.

## Modeller
- RPG-2
- RPG-7
- RPG-7VR
- RPG-16
- RPG-18
- RPG-22
- RPG-26
- RPG-27
- RPG-29